# Саймон, Адам
Адам Саймон (англ. Adam Simon) — американский кинорежиссёр, сценарист и продюсер. Наиболее известен благодаря фильмам «Когда умирает мозг», «Карнозавр» и телесериалу «Салем».

## Биография
Родился 6 февраля 1962 года, в Чикаго. Сын социолога Уильяма Саймона, происходившего из семьи русских иммигрантов. Школьником посещал экспериментальный кружок Laboratory School, организованный Чикагским университетом. Там он познакомился с основами киносъемки. Он окончил Гарвардский университет, факультет «Исследований окружающей среды». В 1982—1983 года жил в Париже и посещал семинары Кристиана Меца. Продолжил обучение в киношколе Университета Южной Калифорнии. В качестве дипломной работы снял короткометражный фильм «The Blue» — о призраках на Второй Мировой войне. Короткометражка привлекла внимание Роджера Кормана, который предложил Саймону адаптировать старый сценарий. Результатом стал полнометражный дебют «Когда умирает мозг».

## Личная жизнь
Адам Саймон женат на австралийской писательнице Кассандре Остин (англ. Cassandra Austin). Отец двоих детей: дочь Эммануэль и сын. Проживает в Лос-Анджелесе.

## Интересные факты
Ким Ньюман заметил, что Адам Саймон «стал одной из наиболее часто цитируемых фигур голливудской сатиры. Те, кто в курсе, устроили игру „найди Саймона“ […] Персонажи, схожие с Сайманом внешностью и поведением, появлялись в нескольких зловещих голливудских сатирических фильмах: Адам Рафкин (Джаррад Пол) в отмененном сериале „Действие“, который разрушает своё эмоциональное и физическое здоровье […] и Адам Кешер (Джастин Теру) в фильме Дэвида Линча „Малхолланд Драйв“, который обнаруживает, что его жизнь и кинопроект поставлены под угрозу».

## Фильмография

### Режиссёр
- Синий / The Blue (1987); короткометражный; дипломная работа
- Когда умирает мозг / The Brain Dead (1990)
- Химия тела 2: Голос незнакомца / Body Chemistry II: The Voice of a Stranger (1992)
- Карнозавр / Carnosaur (1993)
- Печатная машинка, ружьё и кинокамера / The Typewriter, the Rifle & the Movie Camera (1996)
- Американский кошмар / The American Nightmare (2000)

### Сценарист
- Когда умирает мозг / The Brain Dead (1990)
- Карнозавр / Carnosaur (1993)
- Печатная машинка, ружьё и кинокамера / The Typewriter, the Rifle & the Movie Camera (1996)
- Американский кошмар / The American Nightmare (2000)
- Кости / Bones (2001)
- Призраки в Коннектикуте / The Haunting in Connecticut (2009)
- Книги крови / Books of Blood (2020)

### Продюсер
- Взаперти / Lock Up (1989) (co-producer)
- Призрак надежды / The Spectre of Hope (2000)
- Салем / Salem (2013—2017)

### Актёр
- Боб Робертс / Bob Roberts (1992)
- Игрок / The Player (1992)
- Diggin' Up 'Bones' (2002)
- Городская готика / Urban Gothic (2002)

## Награды
| Фестиваль                                   | Год  | Награда               | Итог    |
| ------------------------------------------- | ---- | --------------------- | ------- |
| Фестиваль документального кино в Амстердаме | 1996 | Специальный приз жюри | Награда |